# 마사오카 시키
마사오카 시키(일본어: 正岡 子規,언어 오류(문화어): 마사오까 시끼, 1867년 10월 14일 ~ 1902년 9월 19일)는 일본의 시인, 일본 국어학 연구가이다. 하이쿠, 단카, 신체시, 소설, 평론, 수필을 위시해 많은 저작을 남겼으며, 일본의 근대 문학에 지대한 영향을 주었다. 메이지 시대를 대표할 정도로 전형이 될 만한 특징이 있는 문학가 중 일인이다.

## 생애
이요국(伊予国) 온센 군(温泉郡) 후지와라신 정(藤原新町, 지금의 일본 에히메현 마쓰야마시 하나조노 정)에서 옛 마쓰야마 번사였던 아버지 마사오카 쓰네히사(正岡常尚)와 어머니 오하라 야에(大原八重)의 장남으로 태어났다.
1872년(메이지 5년)에 아버지가 죽은 뒤 집안을 물려받아 외가인 오하라 집안과 숙부 가토 가키타다(加藤恒忠)의 후견을 받았다. 외할아버지로 옛 마쓰야마 번의 유학자였던 오하라 간잔(大原観山)의 사숙에서 한서를 배우며 한시나 게사쿠(戯作), 군담소설이나 서화에 관심을 갖게 되었다. 1873년에 마쓰히로 소학교(末広小学校)에 입학하여 뒤에 가쓰야마 학교(勝山学校)로 전교하였는데, 친구들과 회람잡지(回覧雑誌)를 만들기도 하고 시 모임을 갖기도 했다. 또한 자유민권운동의 영향을 받아 정치 관련 담론에도 관심이 있었다고 한다.
1880년(메이지 13년) 구제 에히메1중학교(지금의 마쓰야마 히가시 고등학교)에 입학하였고, 1883년(메이지 16년) 학교를 중퇴하고 상경하여 수험 공부를 위해 공립학교에 입학한다. 이듬해 옛 번주 집안으로서 급비생이 되어 후에 구제1고등학교가 되는 당시 도쿄대 예비문(予備門, 지금의 도쿄대 교양학부)에 입학하고, 기숙사로 들어갔다. 1890년(메이지 23년) 도쿄제국대학 철학과에 진학하나 문학에 흥미를 느끼고 그 이듬해에 국문과로 전과, 이 무렵부터 '시키'라는 이름으로 하이쿠를 짓기 시작한다.
에히메1중학교, 공립학교 동급생이었던 아키야마 사네유키(秋山真之)와는 고향인 마쓰야마에서 살 때부터 친구였고, 도쿄대 예비문 시절에는 나쓰메 소세키(夏目漱石)와 동창이었다.
대학을 중퇴하고는 숙부의 소개로 1892년(메이지 25년)에 니혼 신문의 기자가 되어 문예 활동을 본격적으로 시작하였다. 1893년(메이지 26년)에 닷사이쇼오쿠 비화(獺祭書屋俳話)를 연재하며 하이쿠 혁신운동을 시작하였다. 1894년(메이지 27년) 여름, 청일전쟁이 발발하자 이듬해 4월에 종군기자가 되어 근위사단을 따라 요동반도에 건너갔으나, 상륙한 지 이틀 만에 시모노세키 조약이 조인되어 전쟁이 종결되고, 5월에 일본 제2군병참부 군의부장이었던 모리 린타로(森林太郎) 등을 찾아보고 귀국하였다. 그러나 귀국하는 도중에 배에서 피를 토하고 중태에 빠지는 바람에 귀국하자마자 고베 병원에 입원하게 되었다. 7월에 요양하고자 고향인 마쓰야마로 돌아온다.
1897년(메이지 30년)에 하이쿠 잡지인 《호토토기스》를 창간하고, 하이쿠 분류 및 요사 부손(与謝蕪村) 등의 연구에 매진하였다. 이때 마사오카의 연구는 일본 하이쿠 세계에 큰 공헌을 남긴 것으로 평가받는다. 그리고 나쓰메 소세키의 하숙집에서 함께 기거하며 하이쿠 모임을 열기도 했다. 단가(短歌)에 대해서도 「우타요미니 아타우루쇼(歌よみに与ふる書)」를 니혼 신문에 연재하고, 고금집(古今集)을 부정하고 《만요슈》(万葉集)를 높게 평가하며 에도 시대(江戸時代)까지의 형식에 얽매인 와카(和歌)를 비난하면서 네기시 단가 모임(根岸短歌会)을 주관하며 단카의 혁신에 힘썼다. 네기시 단가 모임은 훗날 이토 사치오(伊藤左千夫)・나카즈카 다카시(長塚節)・오카 후모토(岡麓) 등에 의해 단가 결사(結社) '아라라기(アララギ)'로 발전한다.
병상에서 마사오카는 《병상육척》(病牀六尺)을 남기고, 1902년(메이지 35년) 결핵으로 향년 34세로 사망한다. 《병상육척》은 결핵으로 투병하면서도 어떤 감상이나 어두운 그림자 없이 죽음에 임한 마사오카 시키 자신의 몸과 정신을 객관적으로 사생한 뛰어난 인생기록으로 평가받으며 현재까지 사랑받고 있으며, 같은 시기에 병상에서 쓴 일기인 《앙와만록》(仰臥漫録)의 원본은 현재 효고 현 아시야시(芦屋市)의 교시 기념 문학관(虚子記念文学館)에 수장되어 있다.

## 저서
- 墨汁一滴
- 病狀六尺 / 병상육척
- 仰臥漫録
- 시키와 소세키 왕복 서간집
- 마사오카 시키 수필선

## 같이 보기
- 아키야마 요시후루
- 아키야마 사네유키
- 나쓰메 소세키
- 오자키 고요
- 쇼다 가즈에
- 오가와 나오요시
- 구가 가쓰난
- 나카무라 후세쓰
- 후쿠모토 니치난
- 스즈키 도라오
- 다카하마 교시
- 가와히가시 헤키고토
- 사무카와 소코쓰
- 마쓰네 도요조
- 히사마쓰 사다코토
- 모리 오가이
- 이토 사치오
- 나가쓰카 다카시
- 가토리 호쓰마
- 오카 후모토
- 모모자와 뇨스이
- 사카모토 시호다